# Maria de Freitas
Maria Helena Correia de Freitas foi uma aviadora portuguesa que, com apenas dezoito anos, obteve o brevete de pilotagem particular no Aero Clube de Malange, tendo sido (de acordo com os registos) a única mulher a obter tal licença nesta organização. Com apenas duzentas e trinta horas de voo, perdeu o seu avião e o aero clube numa tempestade em Malange, na qual o hangar do clube ruiu com o avião dentro dele.